# Eurycallinus
Eurycallinus is een kevergeslacht uit de familie van de boktorren (Cerambycidae). De wetenschappelijke naam van het geslacht werd voor het eerst geldig gepubliceerd in 1885 door Bates.

## Soorten
Eurycallinus omvat de volgende soorten:
- Eurycallinus mirabilis Bates, 1885
- Eurycallinus unifasciatus (Breuning, 1947)